# هاینر کارو
هاینر کارو (آلمانی: Heiner Carow; ۱۹ سپتامبر ۱۹۲۹ – ۱ فوریهٔ ۱۹۹۷) کارگردان فیلم و فیلم‌نامه‌نویس اهل آلمان بود. وی کارگردان فیلم‌هایی همچون بیرون آمدن بوده‌است.